# Клас корабля

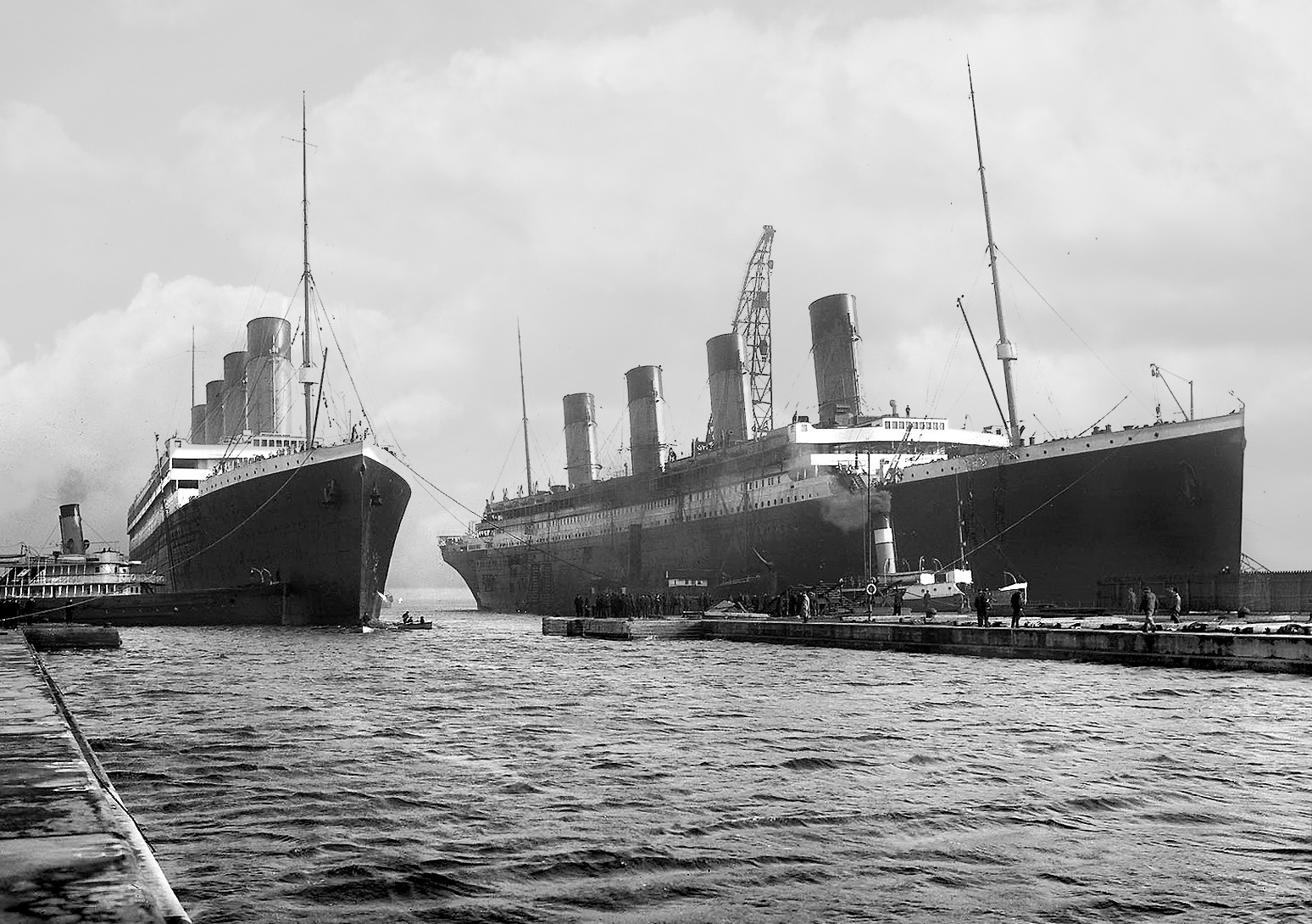
Два з трьох збудованих океанських лайнерів класу Olympic; Olympic (ліворуч) і Titanic (березень 1912 р.)

Клас кораблів — це серія кораблів подібної конструкції. У західній класифікації клас — це дрібніша класифікаційна одиниця, ніж тип корабля, який об'єднує кораблі, схожі за тоннажем та планованим призначенням. Наприклад, USS Carl Vinson — атомний авіаносець (тип корабля) класу Nimitz (клас корабля).
Словник морських термінів 2024 року подає клас корабля (ship/vessel class) - як «серію однотипних кораблів (суден) схожої конструкції, які побудовані по єдиному з їх прототипом проекту в інший час або на іншому заводі та мають незначні зовнішні відмінності, спричинені модернізацією проекту в ході його удосконалення; при впровадженні значних конструктивних змін вони можуть перестати вважатися одним класом (кожна їх варіація може стати окремим класом або підкласом вихідного класу); в окремих національних системах класифікації може відповідати поняттю тип корабля.»
В ході будівництва кораблів одного класу можуть бути впроваджені конструктивні зміни. В такому випадку кораблі різної конструкції можуть не вважатися одним класом; кожна варіація буде або власним класом, або підкласом вихідного класу (див. крейсери класу County для прикладу, які випускались трьома серіями-підкласами). Якщо спускається на воду корабель класу, виробництво якого було офіційно припинено, його також можуть переназвати подібним чином.
Назви кораблів у межах класу часто тематично пов'язані за якоюсь ознакою: наприклад, усі назви підводних човнів Trafalgar-класу починаються на Т (Turbulent, Tireless, Torbay); а крейсери класу Ticonderoga названі на честь видатних американських битв (Yorktown, Bunker Hill, Gettysburg, Anzio). Кораблі одного класу можуть називатися кораблями-побратимами (англ. sister ships).

## Правила найменування класів військових кораблів

### Огляд
Назва класу військового корабля найчастіше дається за назвою головного корабля — першого корабля, введеного в експлуатацію або побудованого за певним проєктом. Однак інші системи можна використовувати без плутанини та конфлікту. Може використовуватися описова назва; наприклад, було вирішено згрупувати есмінці, виготовлені за тією ж конструкцією, що і HMS «Томагавк», всі названі на честь зброї, як «Weapon» а не «Томагавк».

### Європа загалом
У європейських флотах клас називають на честь першого введеного в експлуатацію судна незалежно від того, коли його було замовлено чи закладено. У деяких випадках це призвело до використання різних назв класів у європейських та в американських посиланнях; наприклад, європейські джерела фіксують лінкори ВМС США класу Colorado як «клас Меріленд», оскільки USS Maryland був замовлений перед USS Colorado.

### Німеччина
Військово-морський флот Західної Німеччини (Bundesmarine) використовував тризначний номер для кожного класу, що стоїть на озброєнні або близький до завершення. Модифіковані версії позначаються додаванням суфікса з однієї літери. Після возз'єднання Німеччини німецький флот (Deutsche Marine) зберіг ту саму систему. Неофіційно класи також традиційно називаються на честь своїх провідних кораблів.

### Індонезія
ВМС Індонезії має традиційну назву своїх кораблів. Більше того, тип і місії корабля можна визначити за першим номером на тризначному бортовому номері корабля, який розміщується на передніх носових частинах та задній частині корми. Конвенція іменування така:
- Бортовий номер, що починається з 1 (зарезервовано для авіаносців): визначні державні діячі (президенти, віце-президенти тощо).
- Бортовий номер, що починається з 2 (крейсери та есмінці): головні острови Індонезії (для крейсерів) та національні герої (для есмінців)
- Бортовий номер, що починається з 3 (фрегати, океанські ескортні кораблі, корвети): національні герої
- Бортовий номер, що починається з 4 (підводні човни і плавучі бази): міфічна зброя (для підводних човнів), національні герої (для плавучих баз підводних човнів)
- Бортовий номер, що починається з 5 (десантні кораблі, LST, LPD, LCU, командні кораблі): основні та стратегічні бухти (для LST), великі міста (для LPD), малі міста (для LCU), національні герої (для командних кораблів)
- Бортовий номер, що починається з 6 (кораблі швидкої атаки): міфічна зброя (попередні назви ракетних катерів), традиційна зброя (сучасні назви швидких ракетних катерів), дикі тварини (для швидких торпедних катерів)
- Бортовий номер, що починається з 7 (тральщики, мисливці за мінами, кораблі протимінних заходів): кожен острів починається з літери «R»
- Бортовий номер, що починається з 8 (патрульні катери): місцеві риби та морські істоти, місцеві змії та дикі рептилії, дикі комахи, географічні місця (наприклад, міста, озера або річки, що починаються на «сі-», такі як Сікуда, Сігурот, Сібарау)
- Бортовий номер, що починається з 9 (допоміжні кораблі, заправники, буксири, транспортні засоби військ, океанографічні дослідницькі кораблі, вітрильні кораблі тощо): вулкани, міста, міфічні герої, географічні миси та протоки

### Росія / Радянський Союз
Російські (і радянські) класи кораблів офіційно позначаються номером проєкту, за яким їх проєктували. Ці проєкти іноді, але не завжди, мали метафоричну назву, і майже завжди мають кодові імена НАТО. Крім того, кораблі одного класу мали послідовні номери, і ці номер мали префікс літери, що вказує на роль цього типу судна. Наприклад, Проєкт 641 не мав іншої назви, в той же час НАТО називало їх підводними човнами класу Foxtrot.
Класифікація кораблів у Росії (і колишньому Радянському Союзі) не повністю відповідає загальноприйнятим позначенням, особливо для кораблів типів есмінець, фрегат і корвет. Росія має власну класифікацію цих кораблів.
У Росії існує тип ескадрених міноносців (рос. Эскадренный миноносец), які традиційно перекладаються як Destroyer (раніше міноносців). Російський відповідник терміна Destroyer використовується в авіації на позначення винищувачів .
Також есмінці в західному розумінні можуть називатися великими протичовновими кораблями (рос. Большой противолодочный корабль) (наприклад, Есмінці класу «Удалой» у Росії називають «великими протичовновими кораблями проєкту 1155»). У той же час великі протичовнові кораблі також можуть класифікуватись як крейсери (наприклад, крейсери класу «Kara»). Російські класи (типи) великих протичовнових кораблів також мають свої підкласи сторожових (або патрульних) кораблів.
Російські сторожові (або патрульні) кораблі (рос. Сторожевой корабль) традиційно рекласифікуються на Заході як фрегати (напр. Фрегати класу «Гепард» (рос. Сторожевые корабли проекта 11661 «Гепард»)).
Ще одним значним типом кораблів у Росії (і колишньому Радянському Союзі) є Малі протичовнові кораблі (рос. Малый противолодочный корабль) і можуть вважатися корветами (наприклад корвети класу «Гриша»).
Корветами можна вважати російські малі ракетні кораблі (рос. Малый ракетный корабль; напр корвети класу «Буян») або ракетні катери (рос. Ракетный катер; напр. корвети класу «Тарантул»).

### Сполучене Королівство
Британський королівський флот (Royal Navy, RN) використовував кілька методів іменування класів. На додаток до прийнятої європейської конвенції, деякі класи були названі за спільною темою у назвах кораблів, наприклад, есмінці класу Трайбл, а деякі класи були реалізовані як організаційний інструмент, що виходить за рамки традиційних методів іменування. Наприклад, клас Amphion також відомий як клас А. Більшість класів есмінців були відомі за початковою літерою, яка використовувалася при іменуванні суден, наприклад, есмінці класу V і есмінці класу W. Класифікація за літерами також допомогла поєднати подібні менші класи кораблів, як у випадку з есмінцями класу А 1913 року, підкласи яких позначалися за наступними літерами абетки. З кінця Другої світової війни класи кораблів Королівського флоту також були відомі за номером свого типу (наприклад, Есмінець типу 45.)

### Сполучені Штати
У ВМС США, на відміну від більшості інших флотів, перший корабель класу підлягає затвердженню Конгресом, він завжди є головним судном класу і дає назву класу, незалежно від порядку введення в експлуатацію кораблів цього класу. Через норми нумерації головний корабель часто має найменший бортовий номер свого класу. (Під час Другої світової війни укладання будівельних контрактів не завжди відповідало завершенню, тому багато кораблів мали більші бортові номери, ніж пізніші судна даного класу).
До 20-х років військово-морські судна класифікувались за спільними характеристиками, про що свідчить власна «Стандартна номенклатура військово-морських суден: загальний наказ № 541, 17 липня 1920 року». Тим не менше, це не завадило військово-морським історикам та вченим повторно застосувати чинну конвенцію до історичних військово-морських суден, що мають схожі риси, наприклад, під час громадянської війни в Америці, де, зокрема, ВМС Союзу було побудовано кілька суден у серії, які можуть бути згрупованими як «класи» у їх нинішньому розумінні. Популярні реконструйовані приклади включали монітори класу Passaic та броненосці класу «Сіті», серед багатьох інших, для союзної сторони, тоді як історики заднім числом класифікували судна як «клас Колумбія» або «клас Річмонд» — для тих «броненосців», що стояли на службі у ВМС Конфедеративних Штатів . Загальновизнані військовими істориками і широко використовувані в останніх книгах, вебсторінках та статтях з даної тематики (зокрема, у випусках Osprey Publishing), ці останні класифікації іноді, вважаються «напівофіційними». Однак самі тогочасні записи свідчать про те, що сучасна номенклатура в той час не використовувалась, як це однозначно ілюструється переліком кораблів у «Офіційних записах флоту Союзу та Конфедерації у війні». (Серія 2, том 1, частина 1), де судна класифікували відповідно до старомодних описових конвенцій.

## Класи торгових суден
Торговельні кораблі майже завжди класифікуються класифікаційним товариством . Кажуть, що ці судна належать до класу, коли їх корпус, конструкції, машини та обладнання відповідають стандартам Міжнародної морської організації та MARPOL. Суднам поза класом можуть відмовити у страхуванні та / або заборонити плавання іншими агенціями.
Клас судна може включати рекомендації щодо типу вантажу, такі як «нафтовоз», «суховантажник», «змішаний перевізник» тощо. Він може також включати позначення класу, що позначають особливі можливості судна. Приклади цього включають льодовий клас, здатність до пожежогасіння, здатність збирати розливи нафти, автоматизованість навігації або інші спеціальні можливості.